# Поручитель
Поручитель:
1) В гражданском праве — одна из сторон договора поручительства, которая заключением этого договора берёт на себя обязательство отвечать перед кредитором должника за исполнение последним его основного обязательства полностью или частично. Согласно ст. 364 ГК РФ, поручитель заключает договор поручительства с кредитором по основному обязательству. Заключения отдельного договора с должником при этом не требуется, хотя на практике это часто имеет место.
В тех случаях, когда обязательства поручительства возникают не в результате заключения договора поручительства, а в результате иных действий, с которыми действующее законодательство связывает возникновение такого рода отношений, поручитель может иметь иное наименование. Например, поручитель по обязательству, которое возникает в результате аваля векселя, несёт наименование «авалист».
Во всех случаях поручительства согласие должника по основному обязательству, за которое поручителем даётся поручительство, не требуется, поскольку правовое положение самого должника в результате взятия поручителем на себя обязательства перед кредитором не изменяется.
При неисполнении обязательства должником поручитель отвечает солидарно с должником в полном объёме (включая возможные санкции). Законом или договором может быть предусмотрена субсидиарная ответственность.
После исполнения поручителем своего обязательства перед кредитором хотя бы частично к поручителю переходят права кредитора по этому обязательству в том объёме, в котором его исполнил поручитель. При этом законодательство не упоминает о возможности прекращения обязательства с участием поручителя не исполнением, а любым иным способом: новацией обязательства, передачей отступного или зачётом встречных однородных требований, и последствиях такого прекращения.
2) в уголовном праве — лицо, которое взяло на себя обязательство в том, что оно ручается за надлежащее поведение и явку подозреваемого или обвиняемого по вызову лица, ведущего дознание, следователя, прокурора и суда.

## Ипотека и поручительство
Суть поручительства по обязательству заключается в том, что одно лицо — поручитель — ручается за другое лицо, и в подкрепление своего ручательства обязуется выполнить определённые действия вместо лица, за которое оно ручается, если то лицо не сможет выполнить свои обязательства. Применительно к ипотеке поручитель обязуется выполнить обязательства заёмщика по кредитному договору перед кредитной организацией. В случае невыполнения обязательств со стороны заёмщика ответственность перед кредитором переходит на поручителя по ипотечному кредиту. Поэтому, принимая на себя такие обязательства, поручитель должен быть готов в случае необходимости платить за заёмщика.
Существует два вида совместной ответственности за нарушение обязательств: солидарная и субсидиарная.

### Солидарная ответственность
Солидарная ответственность (от франц. solidarite — общность) — это совместная ответственность группы лиц, принявших на себя обязательства.
Чаще всего в ипотечном кредитовании используется совместная ответственность заёмщика и поручителя в виде солидарной ответственности. При солидарной ответственности кредитная организация вправе требовать исполнения обязательств как от заёмщика и поручителя, так и от любого из них в отдельности, притом как полностью, так и в части долга. При таком виде ответственности кредитная организация вполне может переложить выполнение обязательств по выплате ипотечного кредита на поручителя. Солидарная ответственность поручителя и заёмщика применяется во всех случаях, если законом или самим договором поручительства не предусмотрена субсидиарная ответственность поручителя.

### Субсидиарная ответственность
Субсидиарная ответственность (от лат. subsidiarus — резервный, вспомогательный) — это право взыскания неполученного долга с другого обязанного лица, если первое лицо не может его внести.
Такой вид ответственности, как субсидиарная, применяется реже. При субсидиарной ответственности: как только заёмщик отказывается или не может выплачивать кредит, кредитная организация может требовать выполнения обязательства по выплате ипотечного кредита от поручителя. До предъявления требований к поручителю кредитная организация должна предъявить требование к основному должнику — заёмщику. Если заёмщик откажется выполнять требование кредитной организации, или она не получит от него в разумный срок ответ, это требование по кредитному договору может быть предъявлено к поручителю, несущему субсидиарную ответственность. Причём в случае субсидиарной ответственности кредитная организация именно обязана сначала убедиться в том, что заёмщик не может исполнить обязательство или выждать разумный срок, и только после этого предъявлять требования к поручителю. Это является основным отличием субсидиарной ответственности от солидарной.
Пока заёмщик исправно выплачивает кредит, кредитная организация не имеет права требовать от поручителя исполнения обязательств. Однако, как только заёмщик не справляется со своими обязательствами, кредитная организация будет вправе требовать от поручителя полную сумму кредита, проценты по нему и компенсации издержек по взысканию долга. Риски поручителя заключаются именно в возможности возникновения ответственности за заёмщика. Вне зависимости от вида ответственности поручителя у него остаётся право требовать возмещения понесённых расходов от заёмщика, но уже после выполнения требования кредитной организации.

## Правовые акты РФ
- Ст. 361 Архивная копия от 14 декабря 2008 на Wayback Machine, ст. 365 Архивная копия от 13 сентября 2010 на Wayback Machine Гражданского кодекса РФ.